# 大字
大字（おおあざ）は、日本の基礎自治体である市町村内の区画のひとつである字（あざ）の一種である。
基本的には1889年（明治22年）に公布された市制および町村制の施行に際して行われたいわゆる明治の大合併において、従前の村名・町名を残したものであるが、市制・町村制施行後の分離・埋立等によって新設された大字も多数存在する。この大字と区別して、江戸時代からの村（藩政村）の下にあった区画単位である字を小字とも言うようになった。
大字は概して「紀尾井町」などの市区町村下の区画である「町」と同一視されることが多い。町と区別される理由は以下の歴史的経緯などによる。

## 成立
字の起源は、日本の近世の村の下にあった小さな区画単位であり、『地方凡例録』によれば田畑、山林などの土地の小名を字、名所、下げ名などと呼称するとされるが、その起源は明らかにされていない。この「字」は現在の小字にあたるものである。平安時代以降の荘園文書などに字の名は見られ、太閤検地以降はこの字に制度的意義が持たせられた。字は一筆毎に字付帳に記載され、村の名寄帳にも記載された。この村は江戸時代にも引き継がれ、1873年（明治6年）の地租改正の際に作られた字限図を元にしてつくられた村限図においても、この藩政村が単位になっている。
大字はこの藩政村あるいは町の名称を、1889年（明治22年）の市制・町村制施行に際して行われた市町村合併（明治の大合併）の時に残したものである。例えばA村が他の村と合併して新たにB村となったとき、新たな住所表記を「B村大字A」とし、これは町の合併であっても同様である。ただし、明治初年から町村制施行に至るまでの間にそれまであった藩政村の合併分村もあったため例外もある。
東京周辺においては、1889年（明治22年）、東京15区を以って東京市を設置する際に、区部と郡部の境界域では一部区域の変更が行われているが、この時に区部から郡部へ移行した町丁はその町丁単独で一つの大字とされた（例：南豊島郡渋谷村大字麻布広尾町、大字青山南町七丁目、大字青山北町七丁目など）。また、関東大震災以降市街化が急速に進んだ東京市に近接する町村の多くでは、昭和初期には旧来の大字が廃され、新たな大字（表記上は町丁的な名称）が設置されている。これらの大字は1932年（昭和7年）、東京市の市域拡張の際、名称はそのままに東京市の町丁となった。
日本の地域構造における共同体的地縁結合は、中世末から江戸時代を経て近代に至る長い伝統を持つ村落共同体を単位としていることが多い。これを引き継ぐ大字は、今日でも自治会（地区会、町内会）や消防団の地域分団の編成単位となっており、郷土意識の末端単位としての意味は今日も失われていない。

## 表記
個別の大字の名称は、全国的には「大字（おおあざ）」の語を冠して「大字○○」と記すが、土地の登記簿や住民基本台帳などに記される公的な所在地や住所において「大字」という表記がないものも多い。これにはいくつかの場合がある。
1つは、市町村下の区画として元から大字がない場合である。明治の大合併時以降単独で1つの市町村を形成した場合、都市部など近世からの町が連坦して市制を導入した場合（市下の区画名称として「町」の表記が用いられた）が該当する。
なお、京都府内の市町村など一部では、1889年（明治22年）の市制・町村制に際して合併し大字となったそれまでの町村の区域「○○町」「○○村」を「字○○」とし、現在もその表記が残る例も見られる。また、沖縄県では、大字にあたる部分はほぼ全て「字□□」となっている（平成の大合併で誕生したうるま市、宮古島市、南城市を除く）。これらの場合も「大字」の表記は含まれないことになる。
もう1つは、市町村が大字の名称を変更する、あるいは大字を廃止して町を設置することによって、土地の登記簿や住民基本台帳上から「大字」の表記がなくなる場合である。地方自治法（第260条第1項）に基づき議会の議決を経て定めることが必要で、住居表示や区画整理の実施、市制施行、市町村合併などが契機となる。
この場合、単に「大字」の表記を無くして「大字○○字□□」を「○○字□□」とする場合もあれば、「大字○○」を「○○町」に変えて「○○町字□□」とする場合、また「○○□□町」といった大字と小字の名称を用いた新たな名称の町を設定する場合などがあり、住居表示による場合は「大字○○」から「○○□丁目」や「○○町□丁目」という「丁目」のついた新たな町が設置される例が多い。
なお、こうした変更を経ることによって、「（大字）○○」が、市制施行や編入合併の際に「町」のつく「○○町」に変更され、その後住居表示により「○○（□丁目）」になり「町」の付かない呼び名に戻る例も多く見られる（例：市川市国府台）。
このように「大字○○」から「大字」の表記が無くなった「○○」について、「○○町」「○○□□町」や住居表示などに多い「○○□丁目」「○○町□丁目」については、大字が廃止され新たに町が設置された例が多いが、一方、「○○町」という名称の大字もあり、また大字（字）か町かが曖昧である場合などがあり、名称だけで大字であるか町であるかを一概に判別することはできないが、現在、町と字（大字・小字）に行政実務上の区別はなく、大字が町になっても実態は何も変わらない。
なお、「△△市○○□丁目」や「○○町□丁目」のような場合は「○○□丁目」や「○○町□丁目」という名称の1つの町である場合がほとんどであるが、まれに「○○」や「○○町」が町または大字で「□丁目」が小字である場合がある。また、住居表示を実施しながら、町ではなく「大字」の表記を残す市町村もある（例：弘前市大字賀田1丁目1番1号、該当住所は弘前市役所岩木庁舎）。
古くから市制を施行している自治体には周辺市町村の編入時に字を廃止し町を設定してきた例が多い（京都市、鹿児島市など）が、政令指定都市でありながら大字を残している都市もある（さいたま市、川崎市、名古屋市、広島市、北九州市、福岡市、熊本市など）。
また市町村合併の結果、「○○市××町△△」という住所表記となっている場合、多くは「××町△△」が新たな大字の名称である（例：薩摩郡東郷町藤川→薩摩川内市東郷町藤川）。例外的に、合併前の市町村の区域が合併後に地域自治区等となっているときは、「××町」は地域自治区の名称であって、「△△」が大字の名称である。例えば、2010年（平成22年）3月21日に合併により成立した近江八幡市では旧安土町を区域として安土町地域自治区が置かれ、従来の大字から「大字」を除いたものに地域自治区の名称としての「安土町」を冠していた（蒲生郡安土町大字小中→近江八幡市安土町小中）。
前述のとおり、町村制施行時に1つの藩政村の区域から設置した、あるいは以降に1つの大字の区域をもって設置した市町村の場合、大字も町も設定されていない場合があり、この場合住所の表記上は市町村に続いて番地が記述される（神津島村、青ヶ島村など）。また、大字が設置されていない市町村が市町村合併を行う際には、それまでに大字がなかった区域に大字を新たに設置する例（川辺郡大浦町→南さつま市大浦町）と、そのまま大字を設置しない例（八幡浜市のうち旧八幡浜町の区域）がある。

## 長崎県の免・郷・名・触・浦
長崎県には「免・郷・名・触・浦」という、大字と小字の中間の区分（大字がない場合は小字の上位区分）にあたる字の単位が存在する。これらの単位は長崎県にのみ存在する特殊なものであるため、土地（住所）に関する情報を広く一般に公開する際に「大字」等、実際とは異なる上位の単位名称に便宜的に振り替えて表記される場合がある。また、地理情報システム等で土地（住所）情報を出力する際も同様に「大字」と振り替えて処理される場合がある。2010年4月以降、長崎県内で本来の意味合いでの「大字」を設定している市町村は対馬市、雲仙市の区域の一部（愛野町甲・愛野町乙）、西海市の区域の一部（崎戸町江島、崎戸町平島）となっている。